# Рената Французька
Рената Валуа (фр. Renèe de France; 25 жовтня 1510, Блуа — 12 червня 1575, Монтаржі) — дочка короля Франції Людовика XII та Анни I, в період шлюбу герцогиня Феррари, Модени та Реджіо.

## Дитинство та освіта
Друга дитина Людовика XII, короля Франції, та Анни Бретанської народилася в Блуаському замку. Після смерті батька в 1515 році була прийнята при дворі нового короля Франциска I, який був одружений з її сестрою Клавдією.
Її наставник, гуманіст Жак Лефевр д'Етапль, користуючись милістю короля, його сестри Маргарити та його матері Луїзи I зміг передати учениці власні протестанські переконання незважаючи на те, що вже почалися перші спалювання противників Католицької церкви. Вивчала філософію, історію, математику, астрологію, грецьку та латинську мови.

## Шлюб
28 червня 1528 року в Парижі одружилася з Ерколе II д'Есте. У подарунок від короля Рената отримала землі Шартру, Жизору та Монтаржі.
З 1531 по 1538 рік  народила п'ятеро дітей. 

## Повернення у Францію
В 1559 році залишилася вдовою після смерті герцога. В 1560 році була змушена залишити назавжди Феррару та повернутися до  Франції. Поселилася в своєму замку Монтаржі, де продовжила служити ідеям Реформації. Користуючись покровительством Катерини де Медічі відкрито підтримувала протестантів та продовжила переписку з Кальвіном.
Була присутня в Парижі на весіллі Генріха Наварського та Маргарити. Під час Варфаломіївської ночі (23 та 24 серпня 1572 року) змогла врятуватись та потім виїхати з Парижу тільки завдячуючи  солдатам з охорони її зятя, герцога Немурійського.
Померла 12 червня 1575 року і похована в своєму замку. Точне місце, яке зі страху осквернення могили релігійними фанатиками залишили в таємниці, досі невідоме.

## Родина
Чоловік — Ерколе II д'Есте, герцог Феррарський та Моденський і Реджоський
Діти:
- Анна (1531-1607) — перший шлюб з Франсуа де Гіз
- Альфонс II (1533-1597) — з 1557 року герцог Феррари
- Лукреція (1535-1598) — дружина Франческо Марія II делла Ровере
- Елеонора(1537-1581) — стала черницею
- Луїджі (1538-1586) — кардинал, єпископ Феррари, потім архієпископ Ош